# Rhododendron salicifolium
Rhododendron salicifolium är en ljungväxtart som beskrevs av Odoardo Beccari. Rhododendron salicifolium ingår i släktet rododendron, och familjen ljungväxter. Inga underarter finns listade i Catalogue of Life.